# Nemzeti Tehetségsegítő Tanács
A Nemzeti Tehetségsegítő Tanácsot (rövidítve: NTT) a magyarországi és határon túli, tehetségsegítéssel foglalkozó civil szervezetek  hozták létre 2006-ban. A Tanács munkáját és céljait a kormányzat határozattal támogatta.

## Fő célkitűzései
- a Tanács állandó lehetőséget ad arra, hogy a magyarországi és határon túli magyar tehetségsegítéssel foglalkozó civil szervezetek egyeztessék álláspontjukat, hazai és külföldi példák tanulmányozásával, szakmai fórumok megszervezésével, támogatási lehetőségek megszerzésével, új támogatási formák átgondolásával, valamint pályázatok kiírásával segítsék és alakítsák a magyar tehetséggondozás rendszerének további fejlődését
- a Tanács a kormány 1043/2006.(IV. 19.) Korm. sz. határozata alapján állandó és szervezett formát kínál a fenti Szervezetek és a kormányzat párbeszédére, a Szervezetek igényeinek megfogalmazására, a kormányzat tehetségsegítéssel kapcsolatos terveinek véleményezésére, és ilyen irányú munkájának társadalmi ellenőrzésére
- a Tanács állást foglal, és véleményt nyilvánít a tehetségek segítésével kapcsolatos kérdésekben, e véleményét a médiában megjeleníti
- a Tanács lehetőséget teremt arra, hogy a szervezetek a róluk szóló információkat közös web-oldalon ([2]), kiadványokban, regionális információs pontokon (Tehetségpontok), regionális fórumokon és a médiában közre adják
- a Tanács a fenti tevékenységében különös hangsúllyal támogatja, segíti a tehetségek felismerésének, kiválasztásának, segítésének, ők és mestereik elismerésének különböző formáit, az ezeket oktató programokat, valamint a tehetséges fiatalok kapcsolatépítését, önszerveződését, és társadalmi felelősségvállalását.

A Tanács civil kezdeményezésre létrejött olyan független szervezet, amely munkájában koordináló, irányt mutató, esetenként szervező feladatokat lát el.
A Tanács a tehetségsegítő szervezetek együttműködésének elősegítésére a szakmai feladatok meghatározására munkabizottságokat hozott létre ()
A Tanács tagszervezetei 2006-ban létrehoztak egy jogi személyiséggel is rendelkező közhasznú egyesületet, a Magyar Tehetségsegítő Szervezetek Szövetségét (MATEHETSZ), amely tevékenységét a fenti célok megvalósítása érdekében fejti ki. A MATEHETSZ közhasznú szolgáltatásaiból tagjain kívül egyéb szervezetek és személyek is részesülhetnek.
A MATEHETSZ a fenti célok megvalósítása érdekében, a Tehetségpontok hálózatában folyó tehetségsegítő tevékenység támogatására, szervezésére működteti a Nemzeti Tehetségpontot (), valamint a Budapesti Európai Tehetségközpontot ( ), amelyek az egyesület nem önálló jogi személy szervezeti egységeiként működnek.
A Tanács az Európai Unió támogatásával két nagyszabású projekt (Magyar Géniusz 2009-2012 , Tehetséghidak 2012-2015 - ) keretében létrehozta a ma már több mint 1300 Tehetségpontból álló hálózatát. E hálózatot is felhasználva több tízezer pedagógus számára nyújtott képzést a tehetségsegítés területén, közel százezer fiatalhoz jutott el, és kommunikációs offenzívája révén számtalan magyar családhoz és iskolához juttatott el információt a tehetséges fiatalokról, ezzel hozzájárulva a társadalom tehetségbaráttá történő átalakításához.
A Nemzeti Tehetségsegítő Tanács munkáját az elnök és az elnökség irányítja.

### A Nemzeti Tehetségsegítő Tanács munkabizottságai
A Magyar Tehetségsegítő Szervezetek Szövetsége (MATEHETSZ) munkáját, az elnök és az elnökség irányítja.

## Székhelye
1119 Budapest, Mérnök u. 39. (Gábor Dénes Főiskola épülete) II. emelet 214-223.